# 17173 Євгенійамосов
17173 Євгенійамосов (17173 Evgenyamosov) — астероїд головного поясу, відкритий 7 вересня 1999 року.
Тіссеранів параметр щодо Юпітера — 3,513.